# 荆姓
荊姓是中国姓氏，在《百家姓》排第399位。

## 郡望
- 隴西

## 堂號
- 隴西

## 延伸阅读
[在维基数据编辑]
 《百家姓》
 《欽定古今圖書集成·明倫彙編·氏族典·荊姓部》，出自陈梦雷《古今圖書集成》